# 佐芒日
佐芒日（法語：Zommange，法語發音：[zɔmɑ̃ʒ]）是法国摩泽尔省的一个市镇，位于该省东南部，属于萨尔堡-萨兰堡区。

## 地理
佐芒日（48°49'27"N, 6°48'17"E）面积6.34 平方千米，位于法国大東部大區摩泽尔省，该省份为法国东北部内陆省份，是洛林的一部分，西南接默尔特-摩泽尔省，东临下莱茵省，北与卢森堡和德国接壤。
与佐芒日接壤的市镇（或旧市镇、城区）包括：比代斯特罗夫、屈坦、盖尔芒日、下兰德尔、上兰德尔、罗尔巴克莱迪约兹、韦加维尔。

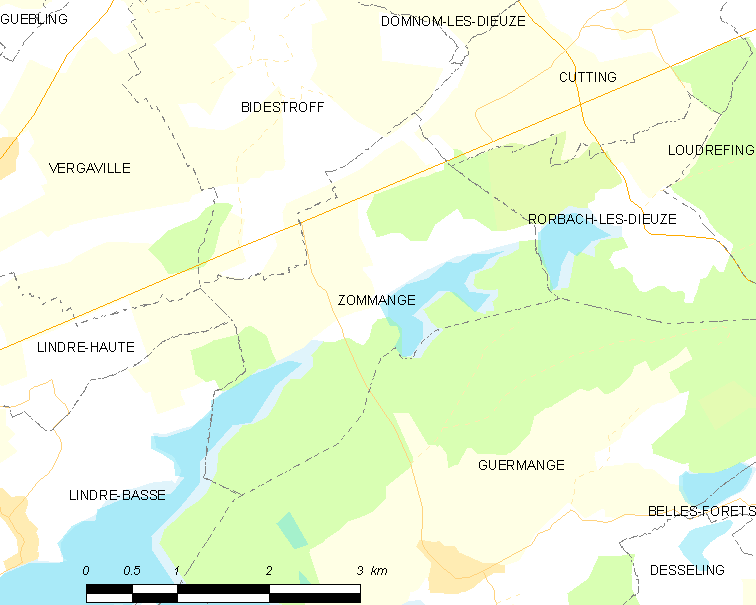
佐芒日的OSM定位图

佐芒日的时区为UTC+01:00、UTC+02:00（夏令时）。

## 行政
佐芒日的邮政编码为57260，INSEE市镇编码为57763。

## 政治
佐芒日所属的省级选区为索努瓦县。

## 人口

1962-2008年间佐芒日人口变化图示

佐芒日于2022年1月1日时的人口数量为44人。